# Leges Corneliae
Die Leges Corneliae sind jene Gesetze, die in den Jahren 82 v. Chr. bis 79 v. Chr. von Sulla erlassen wurden. Ziel seiner durch die Lex Valeria legitimierten Diktatur war die Wiederherstellung und Erneuerung der alten Adelsrepublik. Von diesem Gedanken sind auch die von ihm erlassenen Gesetze geprägt.
Dazu gehören:
- Lex iudiciaria („Gerichtsgesetz“): Neuregelung des Gerichtswesens. Ihre Existenz ist nicht sicher belegt, jedoch sprechen viele Anhaltspunkte, wie die Vereinheitlichung der Gerichtsverfahren für den Erlass dieses Gesetzes.
- Lex Cornelia de proscriptione: Gesetz über die Verfolgung politischer Gegner und die Einziehung von deren Vermögen. Das wohl berüchtigtste Gesetz Sullas.
- Lex Cornelia de magistratibus („über die Beamten“): schärfte die alte Rangordnung der magistratischen Ämter ein und behauptete die Bedeutung des cursus honorum.
- Lex Cornelia de praetoribus octo creandis („über die Praetoren“): Erhöhung der Prätorenstellen auf acht.
- Lex Cornelia de sacerdotiis: das Volk wird zur Priesterwahl delegitimiert; die Pontifices und Auguren werden zahlenmäßig um je 1 Mitglied in ihren Gremien erhöht.
- Lex Cornelia de tribunicia potestate („über die Volkstribunen“): beschränkte den Einfluss der Volkstribunen.
- Lex Cornelia de XX quaestoribus („über die 20 Quaestoren“): erhöhte die Quästorenzahl auf 20.

Weiter erließ Sulla eine Vielzahl von Strafgesetzen:
- Lex Cornelia repetundarum (auch Lex Cornelia de repetundis): Gesetz gegen Erpressungen durch römische Beamte.
- Lex Cornelia de sicariis et veneficiis: Gesetz über Tötung (insbesondere Giftmord), Brandstiftung und Bandenbildung.
- Lex Cornelia testamentaria nummaria, auch Lex Cornelia de falsis: Gesetz über die Fälschung von Münzen und Testamenten.
- Lex Cornelia de maiestate: Gesetz über den Hoch- und Landesverrat.
- Lex Cornelia de ambitu: stellte die Wahlbestechung und den Ämterkauf unter Strafe (vgl. Lex Cornelia Baebia de ambitu und Lex Cornelia Fulvia de ambitu).
- Lex Cornelia de peculatu: Gesetz über die Unterschlagung öffentlicher Gelder
- Lex Cornelia de iniuriis: Gesetz über Beleidigungen, Hausfriedensbruch und schwere, vorsätzlich begangene Körperverletzungsdelikte.